# Schistomysis ornata
Schistomysis ornata är en kräftdjursart som först beskrevs av Georg Ossian Sars 1864.  Schistomysis ornata ingår i släktet Schistomysis och familjen Mysidae. Arten är reproducerande i Sverige. Inga underarter finns listade i Catalogue of Life.